# SPARTA LOCALS
SPARTA LOCALS（スパルタローカルズ）は1998年に福岡県で結成された日本のポストパンクバンド。2003年にアルバム『セコンドファンファーレ』でメジャーデビュー。2009年に一度解散したが、2016年に再結成された。

## 概要
メンバーは安部コウセイ、伊東真一、安部光広、中山昭仁の4人。過去に在籍したメンバーに梶山剛がいる。1998年の結成から2009年の解散までに総計してシングルを6枚、オリジナルアルバムを7枚発表した。バンド名は「2つの単語から成る名前」ということ以外こだわりはなく名前にも特に意味はない。もう1つ候補に上っていた名前「シニカル・キャバレー」は、後に曲名（音源未発表）となった。

## メンバー
安部コウセイ（あべ こうせい、本名: 安部 光正（読み同じ）、1979年1月16日 - ）
ボーカル、ギター担当。バンドリーダー。福岡県出身。CDジャケットやイベントのチラシ、ツアーTシャツなどバンド関連グッズのイラストは彼の手によるものが多い。使用ギターはフェンダー・ジャズマスター。HINTO、堕落モーションFOLK2のメンバーとしても活動中。
伊東真一（いとう しんいち、1978年6月27日 - ）
ギター担当。福岡県出身。使用ギターはフェンダー・ストラトキャスター。エフェクターを多種類使い分けた音作りをする。fresh!、HINTO、Killing Boy、堕落モーションFOLK2のメンバーとしても活動中。
安部光広（あべ みつひろ、1981年3月4日 - ）
ベース担当（コーラスを担当することも多い）。福岡県出身。コウセイの弟にあたる。彼らの父は漫画家の安部慎一。使用ベースはフェンダー・ジャズベース。2013年よりHINTOに加入。
中山昭仁（なかやま あきひと、1979年3月6日 - ）
ドラムス担当。福岡県出身。結成当時からのメンバー。2006年9月1日、「ドラムを叩くことを徐々に楽しめなくなった」ことから脱退したが、2016年の再結成時に復活。使用ドラムセットはイエローヴィスタライト。

### 過去のメンバー
梶山剛（かじやま たけし、1979年3月24日 - ）
ドラムス担当。大阪府出身。元Hermann H.&The Pacemakers、cheese、ロレッタセコハンのメンバー。サポートドラマーとしての参加を経て2007年7月9日に正式に加入、2009年の解散時まで在籍した。数曲、作詞作曲も行なっている。

## 来歴
高校時代より一人で曲を作っていたコウセイが、初めて自分で納得のいく曲（「Oh! Good Life, No Good Life!」の原型）が出来たことからバンドの結成を決意。弟の光広、中学の友人である伊東、高校の友人である中山に声をかけ、1998年12月、福岡県にて結成。 
1999年初春から本格的に活動を開始。福岡VIVRE HALLを中心に月一度のライブ活動を展開する。結成当初から、内輪のイベントには出演せずライブハウスブッキングのみでライブを行うと決めて活動していた。2001年9月、福岡VIVRE HALLでfOULとの対バンに抜擢される。メンバー曰く、「この日を境にライブのテンションが変わった」。
2002年4月にはインディーズから1stアルバム『悲しい耳鳴り』を発表。レコ発ツアーファイナルの福岡VIVRE HALLでは自主企画イベント『ガランコロン』に約150人の集客があった。7月にはフジロックフェスティバルのROOKIE A GO-GO STAGEに出演。9月、ミュージックシティ天神の向井秀徳プロデュースステージに出演し、ナンバーガール、DRY&HEAVY、54-71と共演。12月にはZepp Fukuokaにてくるりプロデュースイベント『百鬼夜行』に出演した。
2003年2月、向井秀徳とくるりを迎え、東京で初の自主企画イベント『マグニチュード』の第一回目を下北沢シェルターにて開催。以降恒例イベントとなる。4月にはシングル「POGO」レコ発ツアーのファイナルとして、東京では初となるワンマンライブを下北沢シェルターにて開催。7月、2ndアルバム『セコンドファンファーレ』をユニバーサルミュージックJより発表しメジャーデビューした。11月にはシングル「ピース」がスペースシャワーTVのPOWER PUSHほか様々なパワープレイを獲得。また同年、メンバーが福岡から東京に移住した。
2004年7月、3rdアルバム『SUN SUN SUN』を発表。ライジング・サン・ロックフェスティバルなど夏のライブイベント、ロック・フェスティバルに多数出演。
2005年1月、アメリカ合衆国のバンド、シンズの原宿アストロホール公演にオープニングアクトとして出演。3月にはシングル「FLy」レコ発ツアー『男の中の大人の男』として、バンド初の全国6か所のワンマンツアーを開始。東京公演は3月19日、恵比寿LIQUIDROOMに満員の客を集めて行われた。7月、4thアルバム『DREAMER』発表。11月にはアナログフィッシュ、フジファブリックと3バンドでの合同ツアー『GO FOR THE SUN』を東名阪にて開催する。
2006年3月、東名阪の3都市で『とびだせ!! 平成のあいまいBOY』ツアーを開催。LIQUIDROOMでの二日間の公演は両日ともソールドアウトとなる。6月からは全公演日替わりのゲストを迎えてのアベック・ツアー『大丈夫です、これは武者震いですから』を開始。9月には5thアルバム『スパルタローカルズ』を発表するも、発表直前にオリジナルメンバーであった中山が脱退。レコ発ツアー『何だ、ばかやろう』では小川剛（ミズノイロ）をサポートに迎えて行われた。
2007年4月、6thアルバム『まぼろしFOREVER』を発表。5月には『メロディ泥棒&ビート刑事（デカ）』と銘打った日比谷野外音楽堂でのワンマンライブが開催される。7月、サポートドラマーとして同年3月からバンドに参加していた梶山が正式メンバーとして加入。9月、SHIBUYA-AXにてVOLA & THE ORIENTAL MACHINE、POLYSICSとの共演イベント『VOLAPOLYLOCALS』に出演。11月には銀杏BOYZとサンボマスターをゲストに迎えた自主企画イベント『平成ロマンvol.1』を開催した。
2008年2月から3月、渋谷CLUB QUATTROにて『SPARTA LOCALS CLUB QUATTRO 7 DAYS』と題したワンマンライブを7週にわたって行う。内容は過去に発表したアルバムタイトルを1週ずつに分けて公演するというものだった。6月、DAIZAWA RECORDSへの移籍を発表。7月には7thアルバム『Leecher』を発表した。今作では梶山が数曲作詞作曲を担当するという新しい試みも行われた。
2009年8月2日、公式ウェブサイト上にてバンドの解散を発表し、9月23日のSHIBUYA-AXでのライブ『ラストダンスはあなたに』をもって一度解散。
2016年12月4日、ライブイベント『DECEMBER'S CHILDREN』にオリジナルメンバー（コウセイ、伊東、光広、中山）で出演。当日、コウセイより今後も活動が継続される旨のアナウンスがされ、再結成された。
2017年4月、SPARTA LOCALSとHINTO、堕落モーションFOLK2の3組による新レーベル『cat fish label』設立。7月15日には8年振り（オリジナルメンバーとしては11年振り）のワンマンライブ『復活のファンファーレ』が行われた。
2019年2月、再結成後初となる8thアルバム『underground』がリリースされた。

## 作品

### アルバム
1. 悲しい耳鳴り （2002年4月3日、DCCM-6）
  - パーフェクトソング / 夜の迎撃 / レインボープール / GRUNGY SISTER / Oh! Good Life, No Good Life! / エレベーター エレベータ / 春忘却 / 宇宙ネオン
2. セコンドファンファーレ （2003年7月2日、UPCH-1269）
  - バイオレンスサマー / 黄金WAVE / 赤い砂 / ほたる / スロウカーヴ / POGO (More Tight Ver.) / 雷魚 / 私のりんご / ギャラクシー空港 / リザーバー / サイレント
3. SUN SUN SUN （2004年7月28日、UPCH-1355）
  - ウララ / トーキョウバレリーナ / ぼくのポッパー / UFOバンザイ / ロマンチックホテル / ピース (Remix) / THE CLUB / ALOHA! / 名なしの犬公 / 森のメロディ
4. DREAMER （2005年7月6日、UPCH-1417）
  - 青い夏 / 夢ステーション / 希望 / ロックとハニー / ナイトエスケープ / オオカミ男の唄 / ヒビヤ / GET UP! / 僕はライオン / パーティー / FLy / Stay Dreamer
5. スパルタローカルズ （2006年9月6日、TKCA-73104）
  - ばかやろう / DANCE QUEEN / ディストーションブルースボーイ / サンク / ANGRY MAN / I LOVE YOU / ピンクのバイクにまたがって / ジャーニー&ジャーニー / ジェネレーションX / ハート
6. まぼろしFOREVER （2007年4月4日、TKCA-73173）
  - ゲストドラマーに藤田勇（MO'SOME TONEBENDER）が参加。初回盤に付属のDVDには2006年11月30日に渋谷公会堂で行われたワンマンライブの一部映像を収録。
  - リトルガーデン / まぼろしFOREVER / 平凡ギャング / IdOL / O.K. / Ghost Town / 象 / スペシャル・ボイス / CHOCO / APOLLO / ミーハーher
7. Leecher （2008年7月23日、UKDZ-0072）
  - パレード /  MONSTER / トラッシュボーイ / NEW HERO / Good News / JET JUICE / チャランボ / 氷のムーン
8. underground (2019年2月6日、PCD-25274)
  - 夢くれ / コールタール０ / jumpin / アンダーグラウンド / battle / GOD / Leaky drive / noRmaL

#### ライブアルバム
1. メロディ泥棒&ビート刑事(デカ) （2007年9月26日、TKCA-73245）
  - 2007年5月20日に日比谷野外大音楽堂で行われたワンマンライブ音源の一部を収録。初回盤に付属のDVDにはライブ映像、ドキュメンタリー映像などを収録。その映像とEDテーマ「メロディ泥棒 (メロディ泥棒Ver.)」ボーカルに小山雅史（KING BROTHERS）が出演。
  - ウララ / まぼろしFOREVER / DANCE QUEEN / パーフェクトソング / ヒビヤ / CHOCO / ロックとハニー / 平凡ギャング / トーキョウバレリーナ / ピース / ばかやろう / ミーハーHer / POGO

### シングル
1. POGO （2003年4月2日、DCCM-1003）
  - POGO / ギャップ / オールドスクール
2. ピース （2003年11月26日、UPCH-5222）
  - 2003年9月3日に新宿LOFTで行われたワンマンライブの一部を収録したDVD『トレンド』同梱。
  - ピース / ワールド / 君がねむる丘
  - 『トレンド』：〜introduction〜 黄金WAVE / 夜の迎撃 / スロウカーヴ / ほたる / 赤い砂 / ピース / POGO / ギャップ / GRUNGY SISTER
3. トーキョウバレリーナ （2004年6月30日、UPCH-5252）
  - TBS系『COUNT DOWN TV』2004年6月度オープニングテーマ
  - トーキョウバレリーナ / CHAOS / さんぽ
4. FLy （2005年2月2日、UPCH-5288）
  - FLy / ボウイ
5. 夢ステーション （2005年6月8日、UPCH-5314）
  - 夢ステーション / sugar
6. 水のようだ （2009年2月4日、UKDZ-0075）
  - 映画『美代子阿佐ヶ谷気分』挿入歌
  - 水のようだ / サーカス小屋の少女 / パレード (Live at akasaka BLITZ) / MONSTER (Live at akasaka BLITZ) / トラッシュボーイ (Live at akasaka BLITZ) / NEW HERO (Live at akasaka BLITZ) / Good News (Live at akasaka BLITZ) / JET JUICE (Live at akasaka BLITZ) / チャランボ (Live at akasaka BLITZ) / 氷のムーン (Live at akasaka BLITZ) / 水のようだ (Live at akasaka BLITZ)

### 自主制作盤
1. SAMPLE, A （1999年）
  - ライブ会場にて無料配布されていた。
2. 仇討ち （2000年）
  - 仲良し田舎番長 / スパイクリー / HATE / 少年広場 / 残心
3. GOLDEN AGE （2000年）
  - HATE / 昭和ピストル / レインボープール / 返り討ち / リザーバー / 暁
4. PINK SONG （2001年3月）
  - エレベーター エレベータ / 陽炎ライダー / ストロングヘッド / 平成ブラッド
5. GRUNGY SISTER （2001年9月）
  - GRUNGY SISTER / レインボープール / Oh! Good Life, No Good Life! / 残心

### 映像作品
1. FLASH! -VIDEO CLIP COLLECTION 2003-2006- （2007年4月4日、UPBH-1207）
  - バイオレンスサマー / 黄金WAVE / ピース / FLy / トーキョウバレリーナ / 夢ステーション / ロックとハニー / ばかやろう / 他特典映像40分
2. Collage （2009年4月4日、VRDV-001/002）
  - 2枚組のDVD。ライブ会場でのみ販売されている。DISC1には2008年10月4日に行われたTour2008「何てやさしい時代」ファイナル公演となった赤坂BLITZでのライブの模様を完全ノーカットで収録。DISC2には同じく2008年ツアー「何てやさしい時代」を中心に結成10周年に当たるアニバーサリーイヤーを追ったドキュメントを収録。
  - NEW HERO / トラッシュボーイ / GET UP! / まぼろしFOREVER / 氷のムーン / ディストーションブルースボーイ / JET JUICE / Good News / 赤い砂 / Sugar / バイオレンスサマー / エレベーター エレベータ / POGO / THE CLUB / UFOバンザイ / ギャップ / MONSTER / ピース / チャランボ / 水のようだ / パレード / ばかやろう / トーキョウバレリーナ
3. ラストダンス （2009年12月16日、UKDZ-0097DV）
  - 2枚組のDVD。2009年9月23日に行われた「ラストダンスはあなたに」のライブの模様を完全ノーカットで収録。DISC1にはライブ本編。DICS2にはアンコールが収録されている。また、数量限定で販売された初回限定版には約45分ほどにわたるライブ前後のドキュメント映像と「パレード」「Good News」「水のようだ」のプロモーション・ビデオを収録したDVD。ライブ本編のみの音源を収録したCD2枚、さらにオールカラー60ページにわたるブックレットが付いた。
  - DISC1（ライブ本編）: バイオレンスサマー / パーフェクトソング / 夜の迎撃 / 春忘却 / Sugar / レインボープール / ワールド / Ghost Town / FLy / オールドスクール / 象 / IdOL / ロックとハニー / Oh! Good Life, No Good Life! / エレベーター エレベータ / POGO / 赤い砂 / NEW HERO / THE CLUB / 夢ステーション / UFOバンザイ / GET UP! / 黄金WAVE / パレード / ピース / 水のようだ
  - DISC2（アンコール）: 森のメロディ / ハート / サイレント / APOLLO / JET JUICE / ギャップ / トーキョウバレリーナ / CHAOS / GRUNGY SISTER / ばかやろう / ウララ

#### プロモーション・ビデオ
- レインボープール（監督: 安部コウセイ / 碇慎太郎）
- 春忘却（監督: 須藤中也）
- POGO（監督: 須藤中也）
- バイオレンスサマー（監督: さいごうみちのり）
- 黄金WAVE（監督: 須藤中也）
- ピース（監督: 川村ケンスケ）
- ピース (Live Version)（監督: YU-SUKE KURITA）
- トーキョウバレリーナ（監督: 川村ケンスケ） - SSTV editionが存在する。映像作品集『FLASH!』には両パターン収録されている。
- 名なしの犬公
- ロックとハニー（監督: UNLUCKY YOUNGMEN）
- FLy（監督: 川村ケンスケ）
- 夢ステーション（監督: 川村ケンスケ） - 清水義将（元惑星、I DON'T CARE）が出演。
- ばかやろう（監督: 川村ケンスケ）
- まぼろしFOREVER (LIVE FROM 渋谷C.C.Lemon ホール)（監督: 川村ケンスケ） - 渋谷公会堂でのライブ映像。
- ジャーニー&ジャーニー
- IdOL（監督: スミス） - 主演として出演している男性は徳間ジャパンの社員。
- ミーハーHer - 日比谷野外音楽堂でのライブ映像。
- パレード（監督: 夏目現）
- Good News
- 水のようだ（監督: 坪田義史）

### 参加作品
1. Fine Time 2〜A Tribute to New Wave （2005年4月6日）
  - ニュー・ウェイヴアーティストのトリビュート・アルバム。「Every Breath You Take」（ポリスのカバー）で参加。ポリスのボーカル、スティングは他アーティストによるカバーをめったに許さないことで有名だが、SPARTA LOCALSのカバーをスティングのマネジメントオフィスに送ったところ、例外的に即座にOKが出たとされる。
2. ASIAN KUNG-FU GENERATION presents NANO-MUGEN COMPILATION （2005年6月8日）
  - ASIAN KUNG-FU GENERATION主催のイベント、NANO-MUGEN FES.のコンピレーション・アルバム。「ロックとハニー」で参加。発売当初は4thアルバム『DREAMER』よりも早いタイミングでの発表だった。ちなみにSPARTA LOCALSは2005年7月6日開催のNANO-MUGEN FES.2005に出演した。また、ASIAN KUNG-FU GENERATIONのボーカル後藤正文と安部コウセイはQuickJapan紙面で対談したことがある。「スパルタローカルズにはシンパシーを抱いていた」とは後藤の発言。
3. 日々とポップス （2007年2月21日）
  - YO-KINGのアルバム。一部楽曲の演奏で参加。
4. 代打っ、俺! （2008年1月23日）
  - 「ばかやろう」で参加。
5. ROCK THE MIX （2009年1月28日）
  - 片平実選曲によるロックミックスアルバム。「ばかやろう」で参加。

## 主なライブ

### ワンマンライブ・主催イベント
- 2002年 - 『悲しい耳鳴り』レコ発ツアー【その音は虹のように美しい】
- 2003年 - 自主企画“マグニチュード”（w/無戒秀徳、くるり）
- 2003年 - 『POGO』レコ発ツアー【ロ・マン】
- 2003年 - 自主企画“マグニチュード.2”（w/kiwiroll、ロレッタセコハン）
- 2003年 - 『セコンドファンファーレ』レコ発ツアー【準備よろしければ】
- 2003年 - 『ピース』レコ発ツアー【人間合格】
- 2004年 - 自主企画“マグニチュード.3”（w/YO-KING）
- 2004年 - マグニチュード.4（w/ZAZEN BOYS）
- 2004年 - 『トーキョウバレリーナ』レコ発ツアー【無駄無駄無駄無駄ぁぁぁー】
- 2004年 - 『SUN SUN ＳUN』レコ発ツアー【もっふーん】
- 2004年 - “マグニチュード"コバルトブルースペシャル”（w/THE JERRY LEE PHANTOM、アナログフィッシュ、ART-SCHOOL)
- 2005年 - 『FLｙ』レコ発ツアー【男の中の大人の男】
- 2005年 - 「夢ステーション」レコ発ツアー【硬派ビンビン物語】
- 2005年 - ワンマンツアー2005【カレーだったら3食でもいける】
- 2005年 - アナログフィッシュ、フジファブリック合同ツアー 「GO FOR THE SUN」
- 2006年 - とびだせ！！平成のあいまいBOY
- 2006年 - アベック・ツアー2006【大丈夫です、これは武者震いですから】
- 2006年 - ワンマンツアー2006 何だ、ばかやろう
- 2007年 - Tour 2007『スパルタ☆オールスター・クラシック』
- 2008年 - Some Get Town Tour

### 出演イベント
- 2002年07月28日 - FUJI ROCK FESTIVAL '02
- 2002年12月06日 - くるり presents 百鬼夜行 2002
- 2003年06月13日 - スペースシャワー列伝 第27巻 ～高翔(こうしょう)の宴～
- 2003年08月20日 - ロックロックこんにちは! in 仙台
- 2003年09月05日 - ロックロックこんにちは! ～version Party 七 seven～
- 2003年12月30日 - COUNTDOWN JAPAN 03/04
- 2004年04月16日 - スペースシャワー列伝 特別編 三周年記念 大宴会
- 2004年06月13日 - RUSH BALL★6
- 2004年08月13日 - RISING SUN ROCK FESTIVAL 2004 in EZO
- 2004年12月31日 - COUNTDOWN JAPAN 04/05
- 2005年07月09日 - ASIAN KUNG-FU GENERATION presents NANO-MUGEN FES.2005
- 2005年08月06日 - ROCK IN JAPAN FESTIVAL 2005
- 2005年09月03日 - OTODAMA'05 ～音泉魂～
- 2005年12月29日 - COUNTDOWN JAPAN 05/06
- 2006年04月30日 - ARABAKI ROCK FEST.06
- 2006年08月13日 - SUMMER SONIC 2006
- 2006年09月11日 - RADIO BERRY ベリテンライブ2006
- 2006年12月29日 - COUNTDOWN JAPAN 06/07
- 2007年10月08日 - YOTSU-UCHI FANTASY II
- 2007年12月29日 - COUNTDOWN JAPAN 07/08
- 2008年08月01日 - ROCK IN JAPAN FESTIVAL 2008
- 2008年08月30日 - FM AICHI presents Re:mix 2008
- 2008年09月07日 - OTODAMA'08 ～音泉魂～
- 2008年09月23日 - 924
- 2008年11月06日 - THE NOVEMBERS PRESENTS 「首vol.7」
- 2008年12月26日 - SHIBUYA CLUB QUATTRO 20th Anniversary極東最前線～ファイトバック現代～
- 2008年12月30日 - COUNTDOWN JAPAN 08/09
- 2009年05月06日 - 心響(HIBIKI) ROCK FES. 2009
- 2016年12月04日 - DECEMBER'S CHILDREN